# Giovanni Galloni
Giovanni Galloni, né le 16 juin 1927 à Paternò, mort le 23 avril 2018 à Palerme, est un juriste et homme politique italien, membre de la Démocratie chrétienne.

## Biographie
Originaire de Paternò, fils d'un surintendant des finances, Giovanni Galloni suit ses parents à Bologne où il étudie le droit et s'initie à la politique auprès de son cousin, Achille Ardigò (it), membre de l'Action catholique puis de la Fédération des universitaires catholiques italiens. Comme ce dernier, il participe à la Résistance en 1944, puis devient délégué régional des jeunes de la Démocratie chrétienne de 1945 à 1950. 
Diplômé, il enseigne le droit agricole successivement à partir de 1959 dans les universités de Bologne, Naples, Florence et Rome Tor Vergata.
D'abord proche de Giuseppe Dossetti au sein de la Démocratie chrétienne puis membre du courant Iniziativa democratica (it) dont il lance et dirige la revue, il participe à la création de l'aile gauche du parti, La Base, lors de la conférence initiée par Giovanni Marcora le 27 septembre 1953 au couvent de Belgirate, aux côtés de Ciriaco De Mita et Riccardo Misasi. Il apporte au courant ses connaissances pour la diffusion des idées et s'occupe particulièrement de la politique étrangère,.
Il entre au Conseil national lors du congrès de Naples en 1954. Il est vice-président de la DC et élu par deux fois secrétaire adjoint en 1965 auprès du dorotea Mariano Rumor et en 1977 auprès du moretea Benigno Zaccagnini. 
Député durant six législatures, de 1968 à 1990, il préside le groupe parlementaire DC à la Chambre d'octobre 1978 à juin 1979 à la suite de Flaminio Piccoli. Puis, alors que De Mita prend la tête du parti, Galloni dirige l'organe de presse du parti, Il Popolo, du 2 juin 1982 au 23 septembre 1986.
Il est ministre de l'Éducation publique dans les gouvernements Goria et De Mita de 1987 à 1989.
Il est également vice-président du Conseil supérieur de la magistrature de 1990 à 1994, mais subit la suspension d'une partie de ses prérogatives par le président Francesco Cossiga que lui réattribue Oscar Luigi Scalfaro.
En 2005, dans l'émission télévisée Next, il dévoile les confidences de Moro, quelques jours avant son enlèvement, sur l'infiltration des Brigades rouges par les services secrets américains et israéliens sans que les autorités italiennes n'obtiennent d'informations pour identifier les cachettes des terroristes,.
Il est le père de l'économiste italien Nino Galloni (it).